# 周景 (元朝)
周景（?—?），字秋阳，南阳（今河南省南阳市）人，元朝诗人、词人。
周景能诗作词，《元诗选癸集》有收录。结交刘将孙、宋远、滕宾、萧烈交。以“重与细论文”为韵，题写在樟镇华光阁表示离别之意。景分韵得“细”字，作《水龙吟》（人生能几相逢）。现在他的词作仅存此首，见《元草堂诗馀》卷中。诗作后人辑录为《秋阳先生诗》。